# Pegomya aurapicalis
Pegomya aurapicalis är en tvåvingeart som beskrevs av Fan 1982. Pegomya aurapicalis ingår i släktet Pegomya och familjen blomsterflugor. Inga underarter finns listade i Catalogue of Life.